# Agloe
Agloe était dans un premier temps une ville imaginaire de l'État de New York dans les montagnes Catskill, avant que son nom soit adopté comme toponyme réel.

## Histoire
Dans les années 1930, le fondateur de la General Drafting Corporation (en), Otto G. Lindberg, et son assistant Ernest Alpers, créent une entrée fictive sous la forme d'une ville portant le nom d'Agloe (une anagramme de leurs initiales), qu'ils ajoutent sur leur carte à l'intersection de la route 206 et de Morton Hill Road, au nord de Roscoe ; cet ajout a pour but de repérer d'éventuels plagiats de leur travail cartographique,.
Durant les années 1950, un petit supermarché ouvre à cette intersection, et prend le nom d’Agloe General Store, ce nom figurant sur les cartes d'Esso, client de la General Drafting.
Par la suite, Agloe apparaît également sur la carte de Rand McNally (en). La General Drafting l'attaque en justice, pensant pouvoir prouver le plagiat, mais McNally, qui a obtenu le nom de cette « ville » de la part de l'administration du Comté de Delaware, se défend et gagne en prouvant l'existence d'Agloe, matérialisée sur le terrain par l'Agloe General Store.
Après la fermeture du magasin, ce nom d'Agloe continue d'apparaître sur les cartes jusque dans les années 1990, avant d'être effacé. Mais il est resté présent jusqu'en 2014 sur Google Maps. En février 2014, l'United States Geological Survey l'a ajouté à sa base de données Geographic Names Information System.

## Dans la culture

### Littérature
La cité d'Agloe joue un rôle important dans l'intrigue du roman La Face cachée de Margo (Paper Towns en anglais) de l'écrivain américain John Green ainsi que dans Les Cartographes de l'écrivaine américaine Peng Shepherd.
L'écrivain français Olivier Hodasava est l'auteur d'un roman directement inspiré par cette pseudo-cité, intitulé Une ville de papier, ouvrage publié par Incultes Éditions le 24 avril 2019  (ISBN 978-2-36084-001-4) ; l'histoire y est transposée dans l'état du Maine.

### Cinéma
Le roman de John Green (La face cachée de Margo) a été adapté au cinéma dans un film du même nom, du réalisateur américain Jake Schreier, en 2015.